# Bishorn
Bishorn egy hegység a Pennini-Alpokban, Svájcban, a Wallis kantonban, a Weisshorn hegytől északra. A hegy legmagasabb pontja 4153 méter. A hegynek két egymástól 600 méterre különálló csúcsa van:
- a nyugati csúcs (4153 m)
- a kelketi csúcs (4134 m)

A hegy kedvelt cél a hegymászók körében, a nyugati csúcsot 1884 augusztusában mászták meg először, a keleti csúcsot 1884 májusában.
A hegymászókat segíti a hegy 3000 méter közeli magasságában épített alpesi menedékházak, melyek kiindulásul szolgálhatnak a csúcsok meghódításához. Ilyenek a Tracuit Hut (3256 m), és a Turtmann hut (2519 m)

## Galéria

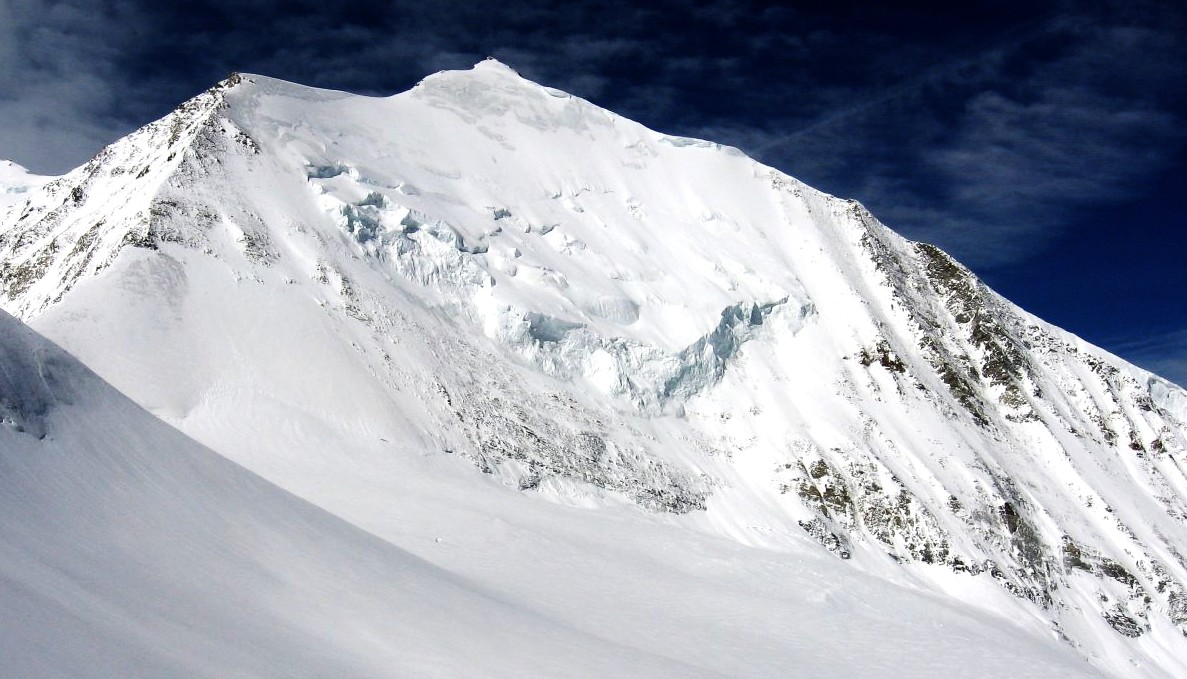
Bishorn északi fal